# Area dell'amministrazione civile del Lussemburgo
Con area dell'amministrazione civile del Lussemburgo si indica un'amministrazione civile tedesca istituita nel Lussemburgo occupato dalla Germania nazista nella seconda guerra mondiale, esistita dal 29 luglio 1940 al 30 agosto 1942 quando il Lussemburgo fu poi annesso alla Gau Moselland.

## Storia
Gustav Simon è stato nominato Chef der Zivilverwaltung (CdZ; "Capo dell'amministrazione civile") dall'Oberkommando des Heeres il 21 luglio 1940. Il Lussemburgo è stato poi incluso nel CdZ-Gebiet Luxemburg il 29 luglio. Sebbene inizialmente subordinato ai comandi militari in Belgio e nel nord della Francia, Simon fu confermato nella sua nomina il 2 agosto dallo stesso Adolf Hitler, indicando che riferiva direttamente al Führer e nessun altro. Ciò gli garantiva un ampio grado di autonomia rispetto alle autorità militari e civili della Germania nazista. 
Simon, che era anche il Gauleiter della vicina Gau Trier-Koblenz, in seguito Mosella (Gauleiter è un titolo che denota il leader di un ramo regionale del partito nazista), guidò una propaganda e successivamente una campagna terroristica, nota come Heim ins Reich, per convincere la popolazione che erano di etnia tedesca e una parte naturale del Terzo Reich. Il suo obiettivo era "riconquistare il Lussemburgo nella nazione tedesca il prima possibile". Era convinto che i lussemburghesi avessero bisogno solo di un livello di istruzione e illuminazione per dichiarare volontariamente la loro fedeltà alla Germania. Lo dedusse dalla sua convinzione che fossero, in effetti, tedeschi "di sangue e di discendenza". Per i Gauleiter l'indipendenza lussemburghese era una "idea assurda", che esisteva solo perché la monarchia e il governo l'avevano alimentata: se ai lussemburghesi fosse mostrata la prova della loro appartenenza alla nazione tedesca, la volontà di essere indipendenti doveva scomparire.

### Germanizzazione
L'amministrazione di Simon arrivò in Lussemburgo pienamente persuasa che la "tedesca" dei lussemburghesi si limitava a risiedere sotto un sottile strato esterno di influenza francese. Questo, a sua volta, significava che, con un po' di deciso "disfacimento" da parte della sua amministrazione, si sarebbe sostanzialmente rivelato il carattere tedesco della popolazione.
Simon aveva due obiettivi chiari:
- La nazificazione e germanizzazione del Lussemburgo, cioè l'estinzione di tutto ciò che non era di origine tedesca, come nomi e parole francesi di origine francese o uno stile di vita francese
- La distruzione e lo smembramento delle istituzioni statali lussemburghesi e l'incorporazione del paese nel Terzo Reich

La sua primissima serie di decreti rese molto chiara questa politica:
- 6 agosto 1940: il tedesco divenne l'unica lingua ufficiale e l'uso della lingua francese fu bandito. Il divieto si applicava all'uso ufficiale e amministrativo, nonché alla vita di tutti i giorni. Erano incluse espressioni di cortesia francesi come "Bonjour", "Merci", "Monsieur", "Madame", ecc.: le persone che si salutavano dovevano dire "Heil Hitler".
- Autunno 1940: i partiti politici ei sindacati indipendenti, il Parlamento e il Consiglio di Stato vengono sciolti. Tutte le organizzazioni della società civile e la stampa furono sottoposte al controllo nazista.
- Fino alla fine del 1940: fu introdotta la legge tedesca, comprese le leggi di Sondergerichte e di Norimberga.
- 31 gennaio 1941: cognomi, nomi e nomi di strade, paesi, negozi e aziende dal suono francese vengono germanizzati, cioè tradotti nella loro controparte tedesca o semplicemente sostituiti da qualcosa di più germanico. Henri divenne Heinrich, Dupont divenne Brückner.
- 18 febbraio 1941: era vietato indossare un berretto (un berretto tradizionale dei Paesi Baschi del Nord).
- Dal maggio 1941 molti giovani lussemburghesi ricevettero l'ordine di partecipare al Reichsarbeitsdienst.

Fu lanciata una massiccia campagna di propaganda per influenzare la popolazione, mentre non solo dissidenti e critici, ma anche insegnanti, funzionari e importanti figure aziendali furono minacciati di perdere il lavoro a meno che non si unissero alle organizzazioni naziste, il che portò a un aumento molto maggiore delle assunzioni da tutte le professioni. Un registro centrale ha documentato l'opinione personale sul regime nazista di quasi tutti i cittadini. Le persone apertamente contrarie al regime persero il lavoro o furono deportate, principalmente nella Germania orientale e nei casi peggiori mandate nei campi di sterminio dove molti di loro morirono.
Le autorità di occupazione tentarono di coprire il Lussemburgo con una rete di organizzazioni politiche, sociali e culturali, come esisteva anche in Germania, tra cui la Hitlerjugend, il Bund Deutscher Mädel, la Winterhilfswerk, la NS-Frauenschaft e la Deutsche Arbeitsfront.